# ادویگ
ادویگ (به انگلیسی: Edwig، به انگلیسی باستان: Eadwig) یا ادوی (به انگلیسی: Edwy) (درگذشتهٔ ۱ اکتبر ۹۵۹) ملقب به ادویگ خوبرو (به انگلیسی: Edwig the Fair) پادشاه انگلستان از ۹۵۵ و فرمانروای وسکس و کنت از ۹۵۷ تا ۹۵۹ بود.

## زندگینامه
ادویگ پسر بزرگ ادموند یکم، شاه انگلستان و الگیوا بود که در پانزده سالگی و پس از مرگ عمویش ادرد، شاه وقت انگلستان که فرزندی نداشت در ۹۵۵ جانشین او شد.
بنا بر نوشته‌ها ادویگ جوانی خوش‌سیما بود که بیشتر وقتش را با بانو الفگیفوی زیباروی می‌گذراند. دانستن قدیس از اهمال‌ورزی او در انجام وظایفش خشمگین شد و ادویگ را وادار به بازگشت نمود. در نوشتهٔ دیگری آمده است که ادویگ جشن تاجگذاری‌اش را رها کرده به دیدار الفگیفو رفت. دانستن شاه جوان را وادار نمود تا به مراسم بازگردد و همین موضوع سبب نفرت ادویگ از دانستن شد.
ادویگ بعدتر با الفگیفو ازدواج کرد اما کلیسا این ازدواج را غیرشرعی اعلام نمود چون گفته می‌شد که او دختر مادرخوانده و معشوقهٔ سابق ادویگ، اتلگیوا بود. سرانجام اسقف اعظم اُدو، ادویگ را مجبور نمود تا از الفگیفو جدا شده او را از دربار خود بیرون کند. این جدایی، آتش خشم ادویگ نسبت به دانستن را که در تلاش برای احیای رهبانیت‌گرایی بود را بیشتر کرد. دانستن در دیری گوشه‌نشین شد اما سربازان پادشاه صومعهٔ او را غارت کردند. دانستن برای حفظ جان خود از انگلستان گریخت و تا پایان دوران حکومت ادویگ در اروپا ماند.
مدتی بعد ادویگ تمام اموال مادربزرگش ادگیوا (بیوهٔ شاه ادوارد) را از او گرفت و با وضع مالیات‌های سنگین و برتری دادن به وسکس نسبت به دیگر استان‌های تحت فرمانش بر نامحبوبی خود در میان مردم افزود. در ۹۵۷ اهالی مرسیا و نورثامبریا که از سیاست‌های ادویگ به خشم آمده بودند سرانجام علیه او شوریدند. رهبری این شورش‌ها برعهدهٔ ادگار، برادر شاه و اُدو، اسقف کانتربری بود که ادویگ آشکارا نسبت به هردوی آنها نفرت می‌ورزید. دو طرف در گلوستر با یکدیگر روبرو شدند که به شکست و فرار ادویگ انجامید. کمی بعد اهالی کنت و وسکس خواهان مذاکرات صلح شدند و ادویگ مجبور به پذیرش برادرش ادگار به‌عنوان شاه تمامی نواحی شمال رود تیمز شد. بدین ترتیب ادویگ در دو سال پایانی عمرش تنها ادارهٔ سرزمین‌های جنوب تیمز را برعهده داشت.
ادویگ پس از ۴ سال حکومت در ۱ اکتبر ۹۵۹ درگذشت و این احتمال وجود دارد که او را به قتل رسانده باشند.